# Dendrocerus rufiventris
Dendrocerus rufiventris är en stekelart som först beskrevs av William Harris Ashmead 1887.  Dendrocerus rufiventris ingår i släktet Dendrocerus och familjen trefåresteklar. Inga underarter finns listade i Catalogue of Life.